# Parafia św. Jana Chrzciciela w Kutnie
Parafia św. Jana Chrzciciela w Kutnie – rzymskokatolicka parafia należąca do dekanatu Kutno – św. Wawrzyńca w diecezji łowickiej.
Parafia liczy 12 727 wiernych.
13 stycznia 1986 powstał Ośrodek Duszpasterski pw. św. Jana Chrzciciela. Pełnoprawną parafię erygował 15 lutego 1988 roku arcybiskup warszawski kardynał Józef Glemp.
W latach 1982–1988 wybudowano dwupoziomowy kościół pw. św. Jana Chrzciciela, według projektu Bogusława Szczęsnego. Został poświęcony 4 czerwca 2000 przez biskupa łowickiego Alojzego Orszulika. 
Od 2013 roku proboszczem parafii jest ks. kan. Mirosław Romanowski.

## Zasięg parafii
Oprócz północnej części Kutna do parafii należą wierni z następujących miejscowości: Bociany, Gołębiew Nowy, Gołębiew Stary, Kuczków, Sieciechów, Sójki i Żurawieniec.